# Angelo Fenini
Angelo Fenini (Milano, 22 settembre 1907 – ...) è stato un calciatore italiano, di ruolo centravanti.

## Carriera
Cresciuto nella Juventus Italia, nel 1928 viene messo in lista di trasferimento dal Codogno; a Siena ha disputato tre stagioni di Prima Divisione e una di Serie B realizzando 68 reti con 101 presenze in partite di campionato.

## Palmarès

### Club

#### Competizioni nazionali
- Prima Divisione: 1

Siena: 1934-1935